# داندرموند
شهر داندرموند (به فرانسوی: Dendermonde) در شهرستان داندرموند در استان فلاندری شرقی در منطقه فلاندری در کشور بلژیک واقع شده‌است.

## نگارخانه

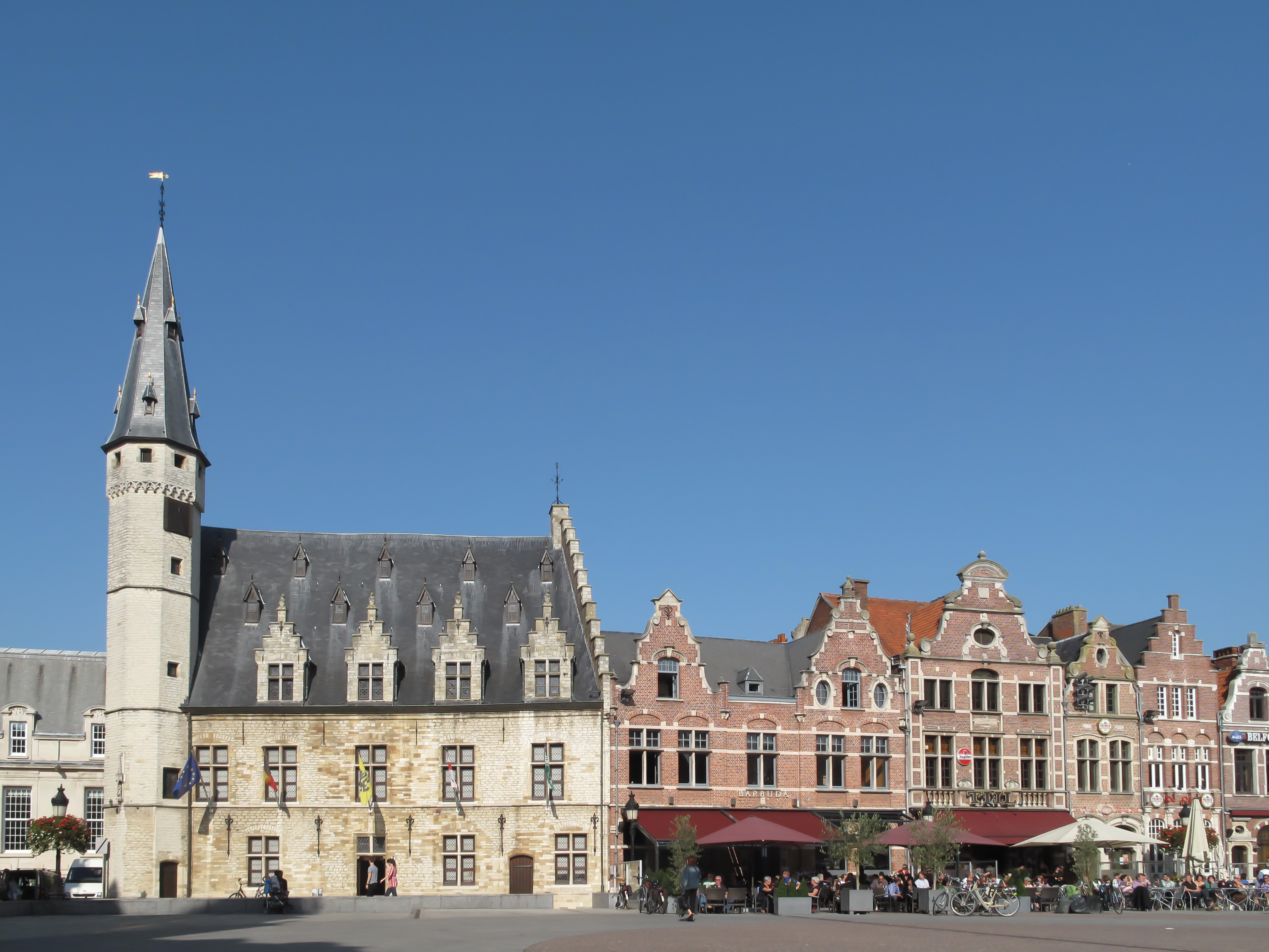
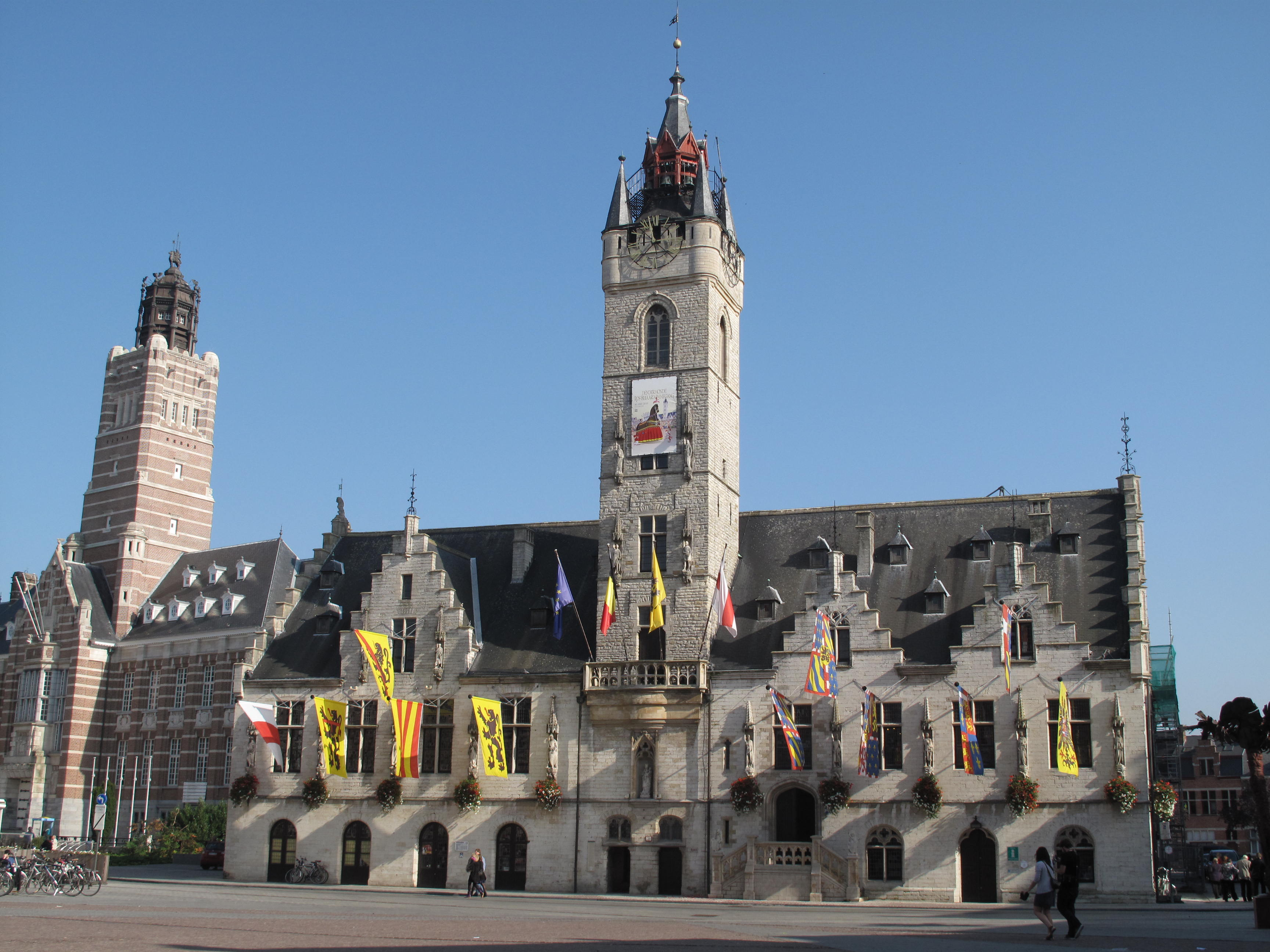
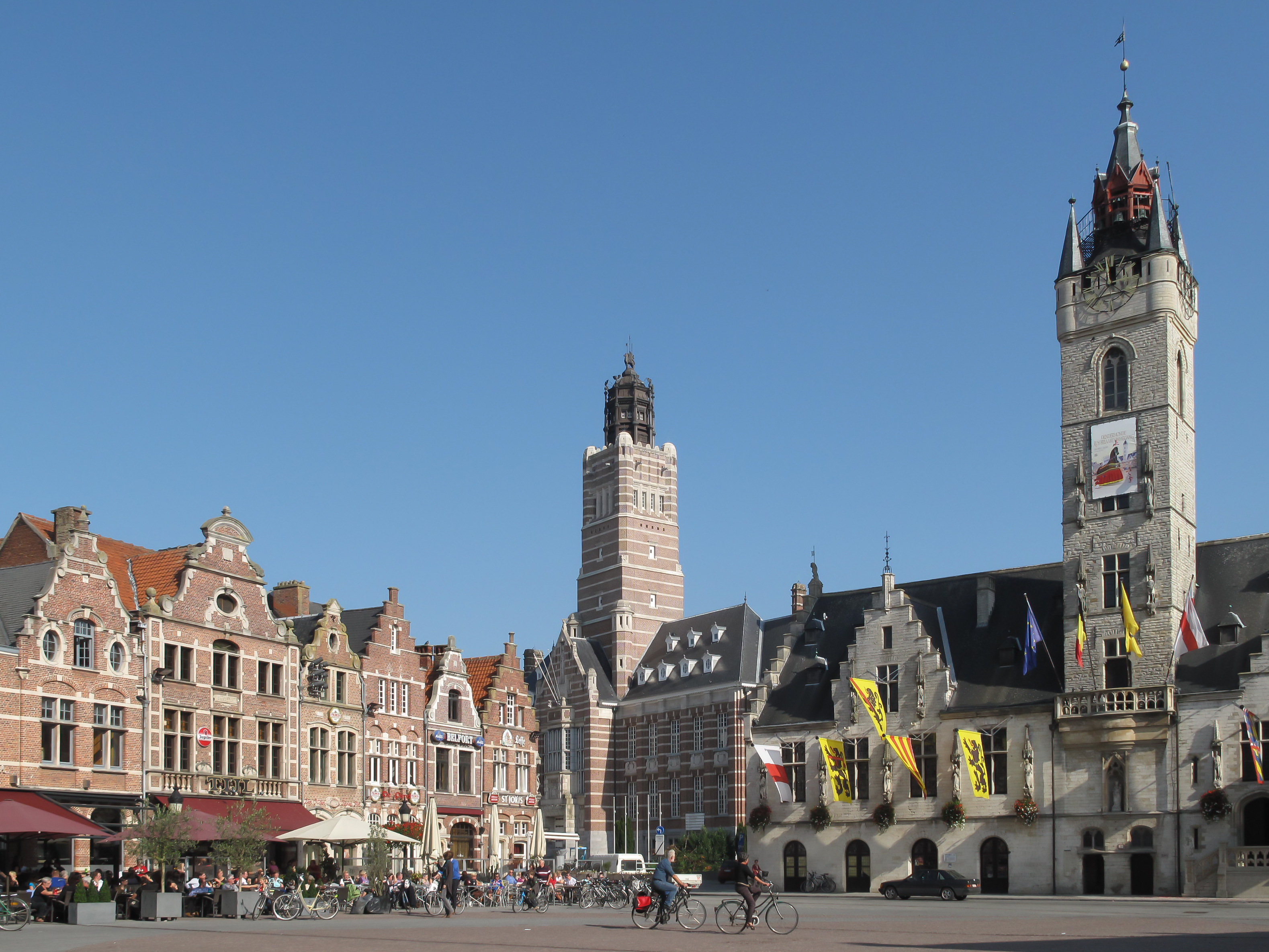